# Balclutha cochrani
Balclutha cochrani är en insektsart som beskrevs av Blocker 1967. Balclutha cochrani ingår i släktet Balclutha och familjen dvärgstritar. Inga underarter finns listade i Catalogue of Life.